# Rosario Álvarez Blanco
Rosario Álvarez Blanco (Pontevedra, 12 de julio de 1952) es una filóloga española y profesora de gallego, llegando a ocupar la Cátedra de Filología Gallega y Portuguesa de la Universidad de Santiago de Compóstela, entre otros cargos académicos. Es miembro de la Real Academia Gallega, y en 2018 fue elegida presidenta del Consejo de Cultura de Galicia, convirtiéndose en la primera mujer en presidirlo.

## Trayectoria
Su vida ha transcurrido en Pontevedra, donde nació y creció y ciudad a la que considera muy culta. Se licenció en Filosofía y Letras en 1974 con la especialidad Filología Románica-Española por la Universidad de Santiago de Compostela (USC). Su tesina fue el libro de memorias Notas lingüísticas y etnográficas de Ramirás (1974). Tras doctorarse en 1980 con la tesis El pronombre personal en gallego, desarrolló su labor docente hasta 1982 en el Departamento de Filología Románica de la USC. A partir de entonces desarrolló su carrera académica en el Departamento de Filología Gallega, donde en 1998 se convirtió en Catedrática de la Universidad en el Área de Filología Gallega y Portuguesa. Ha sido vicerrectora de Magisterio (1990-1994), directora del Departamento de Filología Gallega (1995-1999) y directora del Instituto de la Lengua Gallega (2005-2015).
El 8 de septiembre de 2001 fue propuesta como miembro de pleno derecho de la Real Academia Gallega (RAG) a la que ingresó el 6 de junio de 2003 con un discurso titulado Variedade e diversidade da lingua. Algunhas reflexións sobre cambio, variación e galego estándar, (Variedad y diversidad de la lengua. Algunas reflexiones sobre el cambio, la variación y el gallego estándar), contestado por Antón Santamarina. Pertenece al Instituto de la Lengua Gallega desde 1974 y lo dirigió entre los años 2005-2013. También estuvo a cargo del Seminario de Gramática (RAG) en 2003 y fue tesorera de esta institución a partir de 2013.
Es directora del Tesoro del Léxico patrimonial gallego y portugués y codirectora de "Gondomar. Corpus digital de textos gallegos de la Edad Moderna".  Dirige la revista Estudos de Lingüística Galega. Fue vicepresidenta (2010-2018) y presidenta del Consejo de la Cultura de Galicia desde 2018.
Entre los reconocimientos recibidos, en enero de 2020 obtuvo el Premio Ciudad de Pontevedra, y en noviembre de 2021, el Premio Otero Pedrayo junto a Menchu Lamas.

## Obra
La investigación de Rosario Álvarez sigue tres líneas fundamentales:
- El estudio de la gramática descriptiva de la lengua gallega, con una perspectiva sincrónica pero con atención a la historia de la lengua gallega ya la gramática contrastiva luso-gallega.
- Cambio lingüístico, tanto en el gallego actual como en el gallego antiguo y medio.
- La edición y estudio de textos en gallego medio y gallego de la etapa anterior al Resurgimiento.

Ha colaborado en la edición de significativas obras sobre el gallego. Es autora, junto con Xosé Xove y Henrique Monteagudo, de Gramática da lingua galega publicado por Editorial Galaxia. Formó parte del equipo del Atlas Lingüístico de Galicia desde el principio. En 2014 participó en la coordinación de Rosalía de Castro no século XXI. Unha nova ollada (Rosalía de Castro en el siglo XXI. Una nueva mirada). También ha publicado varios libros de texto de lengua y literatura gallegas para secundaria.
Su labor investigadora es muy prolífica y ha publicado comunicaciones en numerosos congresos y revistas, como Verba. Anuario Gallego de Filología, Madrigal, Cuadernos de Lengua, Boletín de la Real Academia Gallega y Estudios de Lingüística Gallega, entre otros.